# どろんこハリー
『どろんこハリー』（Harry the Dirty Dog）は、ジーン・ジオン（Gene Zion）の文とマーガレット・ブロイ・グレアム（Margaret Bloy Graham）の絵による子ども向けの絵本。原著は1956年に白黒版で出版され、2002年に、原著で絵を担当したグレアム自身によって色彩を加えられた版が再版された。
日本では、1964年に渡辺茂男の翻訳による福音館書店版が出版され、180万部のロングセラーとなった。2004年には、英語版をもとにした、英語と日本語の両方での朗読が入ったCD付きの書籍が、ラボ教育センターから発売された。

## あらすじ
飼い犬のハリーは、お風呂が大嫌いで、風呂桶で使うブラシを土に埋めて、家から飛び出してしまう。泥だらけになって家に戻ってきたハリーだったが、飼い主の家族は汚れたハリーのことを、ハリーだとわかってくれない。自分だと気づいてほしいハリーは、最後に、土に埋めたブラシを掘り出して自分だとわかってもらう。